# Condado de Morton (Kansas)
El condado de Morton (en inglés: Morton County), fundado en 1886, es uno de 105 condados del estado estadounidense de Kansas. En el año 2005, el condado tenía una población de 3,196 habitantes y una densidad poblacional de 1.7 personas por km². La sede del condado es Elkhart. El condado recibe su nombre en honor al Senador de Indiana Oliver Morton.

## Geografía
Según la Oficina del Censo, el condado tiene un área total de 1497 km² (578 mi²), de la cual 1481 km² (571,8 mi²) es tierra y 16 km² (6,177606177606 mi²) (1.08%) es agua.

### Condados adyacentes
- Condado de Stanton (norte)
- Condado de Stevens (este)
- Condado de Texas, Oklahoma (sur)
- Condado de Cimarron, Oklahoma (suroeste)
- Condado de Baca, Colorado (oeste)

## Demografía
Según la Oficina del Censo en 2000, los ingresos medios por hogar en el condado eran de $37,232, y los ingresos medios por familia eran $43,494. Los hombres tenían unos ingresos medios de $31,875 frente a los $19,474 para las mujeres. La renta per cápita para el condado era de $17,076. Alrededor del 10.50% de la población estaban por debajo del umbral de pobreza.

## Transporte

### Autopistas principales
- Ruta Estatal de Kansas 51
- Ruta Estatal de Kansas 27

## Localidades
Población estimada en 2004;
- Elkhart, 2,081 (sede)
- Rolla, 453
- Richfield, 45

### Áreas no incorporadas
- Wilburton

### Municipios
El condado de Morton está dividido entre seis municipios. El condado no tiene a ninguna ciudad independiente a nivel de gobierno, y todos los datos de población para el censo e las ciudades son incluidas en el municipio.

## Educación

### Distritos escolares
- Rolla USD 217
- Elkhart USD 218